# 後瀬山城
後瀬山城（のちせやまじょう）は、福井県小浜市にあった日本の城（山城）。若狭最大級の城であったが、比較的標高の高い山上に築かれていたため、北山麓に水堀を廻らせた常時住まいする大規模な守護館（武田氏館）が設けられていた。東山麓の発心寺も城砦の一部と考える見方がある。城跡は国の史跡に指定されている。
2015年（平成27年）4月24日、「海と都をつなぐ若狭の往来文化遺産群 - 御食国（みけつくに）若狭と鯖街道 - 」の構成文化財として日本遺産に認定される。

## 歴史

### 室町時代
大永2年（1522年）、若狭国守護・武田元光（発心寺殿）によって築城された。のち、3代にわたり守護大名・若狭武田氏の拠点（若狭守護所）として栄えた。若狭に続き丹後の守護も手に入れた武田家の隆盛をみた皇族や公家の一部は、京都の戦乱を避け小浜に下向している。

### 戦国時代
永禄11年（1568年）越前の朝倉義景が武田家庇護と称して大軍勢を率いて後瀬山城に来訪、武田元明を越前に連れ去った。

### 安土桃山時代
天正元年（1573年）、織田信長の家臣・丹羽長秀が入城した。石垣を構築するなど、安土桃山時代の豪壮な城として大規模に改築された。この時安土城にならい、天守も造営されたと言い伝えられている。その後、豊臣秀吉の一族である浅野長政等が城主となった。木下勝俊が若狭のうち三方郡遠敷郡を与えられ城主となると、勝俊の弟木下利房が若狭のうち大飯郡を領し高浜城主となった。

### 江戸時代
関ヶ原の戦いの論功行賞により若狭一国を与えられた京極高次が入る。高次は、町作りのため新たに小浜城の築城に取りかかったが、高次および忠高の京極家藩主時代には完成せず、後瀬山城が近世に入っても依然若狭支配の居城であった。
近世の藩主も麓の城（旧室町時代守護館跡地）に常時住まいしていたので、こと居住に関しては後瀬山城が山城でも支障がなかったと思われる。酒井家時代に小浜城が完成すると、寛永19年（1642年）に廃城となったが、城割りは行われず堀や石垣などは残された。麓の城は京極高次の没後、その菩提寺とされ高次の戒名にちなみ「泰雲寺」と命名された、さらに藩主家が酒井家に替わると「空印寺」と改名されて酒井家の菩提寺として今日に至る。寺院に改められたが、なお麓の城の大規模な水堀は残され、酒井家も有事の際には山上の古城跡ともども城砦として使用する意図があったと考えられている。

## 遺構
国道27号を西に進み、後瀬山トンネル手前の信号を右折し、すぐに左折すると登山口の愛宕神社の鳥居がある、石段を少し上がったところに案内板が設置されている、ここから本丸跡まで約25分程度である。当時の木造建築物は残ってはいないが、石垣や空堀など、城の基礎部分の遺構は良好に保存されている。また後瀬山北麓の空印寺境内・小浜市立小浜小学校旧校地（現在は移転）の東西・南北120メートルが、武田氏居館跡にあたる。
山城
山頂部の本丸から北東と北西方向の尾根伝いには連続した曲輪（連郭）があり、また北西側の斜面には畝状竪堀や規模の大きな竪堀が集中している。さらに北東連郭の西側には曲輪間の連絡通路（「谷の横道」と呼ばれる）が幾筋も設けられているが、これは攻め寄せる敵に横矢を射掛けるための機能も持っており、他の山城では見られない珍しい施設である。1988年（昭和63年）の発掘調査では、曲輪110、堀切・竪堀52条が確認されている。このように西側（海側）の防御に重きが置かれているが、敵対関係にあった丹後国の一色氏を意識したものと考えられている。また、本丸南西部の大きな曲輪（二の丸）は山上御殿と呼ばれ、建物の礎石や庭園の築山、茶入などの茶器が出土しており、茶の湯が行われていたとみられている。なお、本丸跡にある愛宕神社は、慶長6年（1601年）の廃城後、京極高次の妻である常高院により元和元年（1615年）勧請されたものである。
居館
山城普請と同年の大永2年（1522年）に、山麓にあった日蓮宗長源寺を移設し整備された居館についても、近年その姿が明らかになっており、2006年（平成18年）からの発掘調査で、居館の礎石や柱穴跡、堀の石垣が検出され、国内産陶磁器(越前焼、瀬戸焼、美濃焼、珠洲焼など)・外国産陶磁器などが出土している。また、るつぼや鉱滓も見つかっており、居館内で鍛冶が行われていたとみられている。

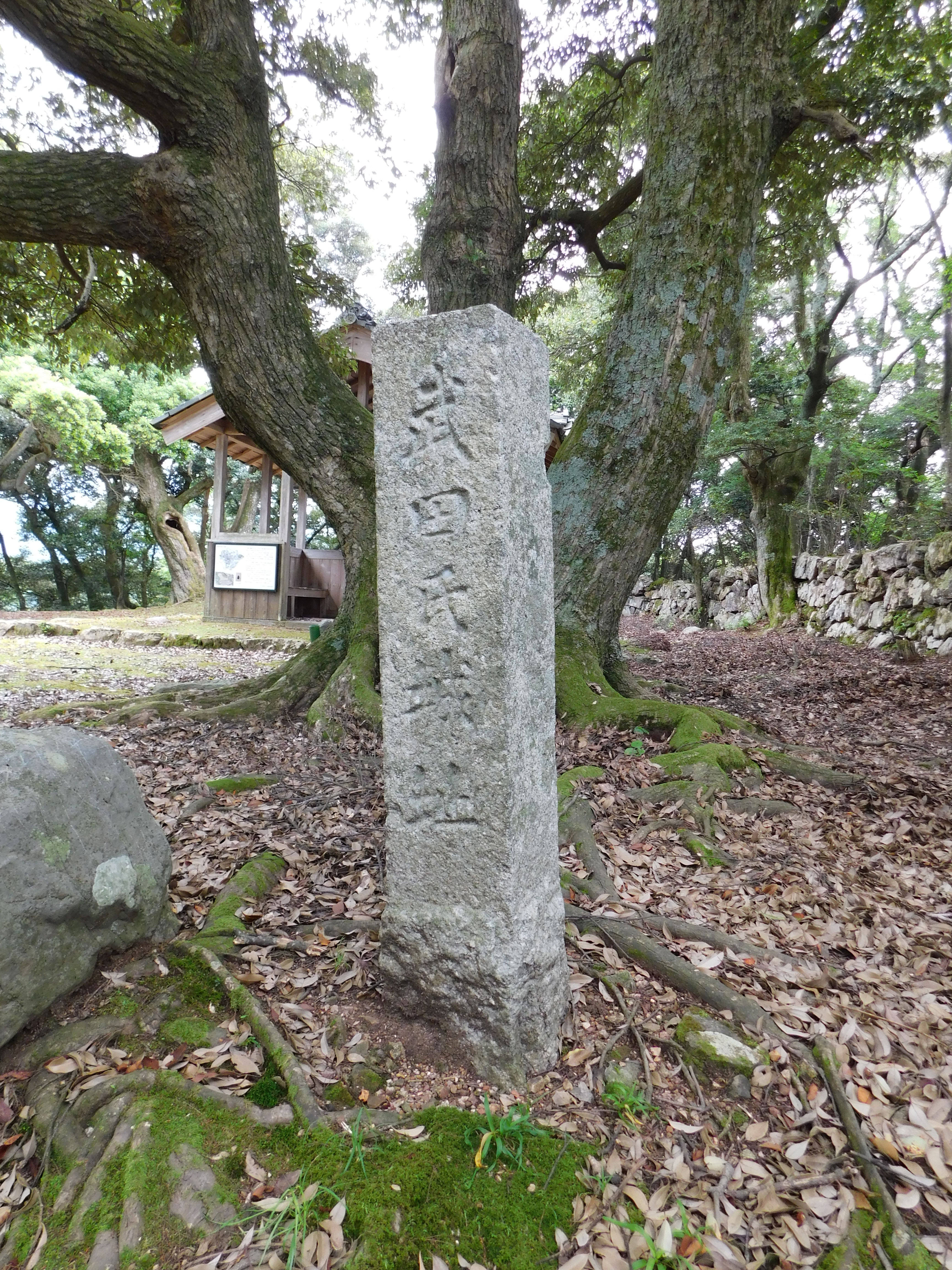
本丸跡の石碑
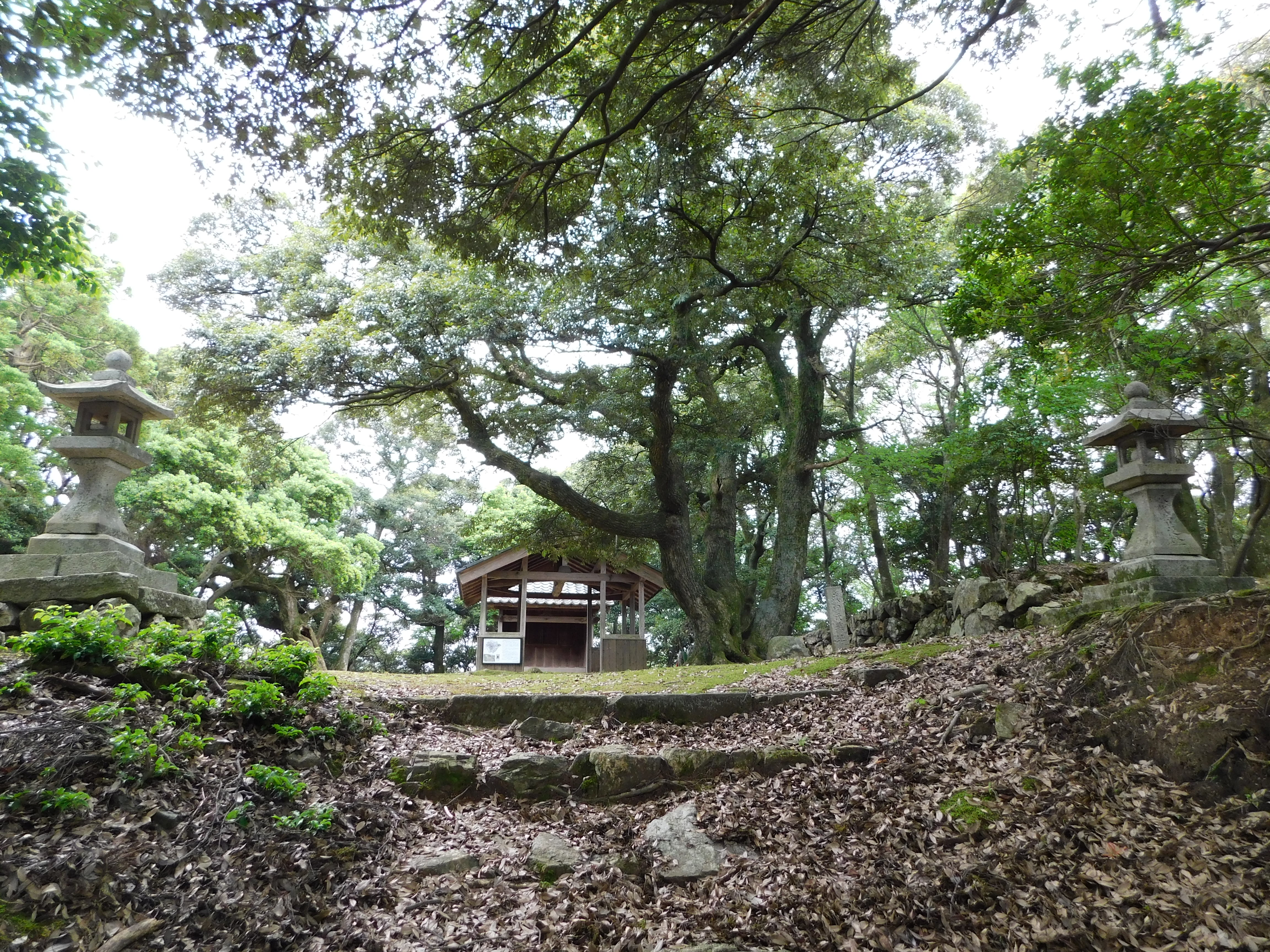
本丸跡の愛宕神社
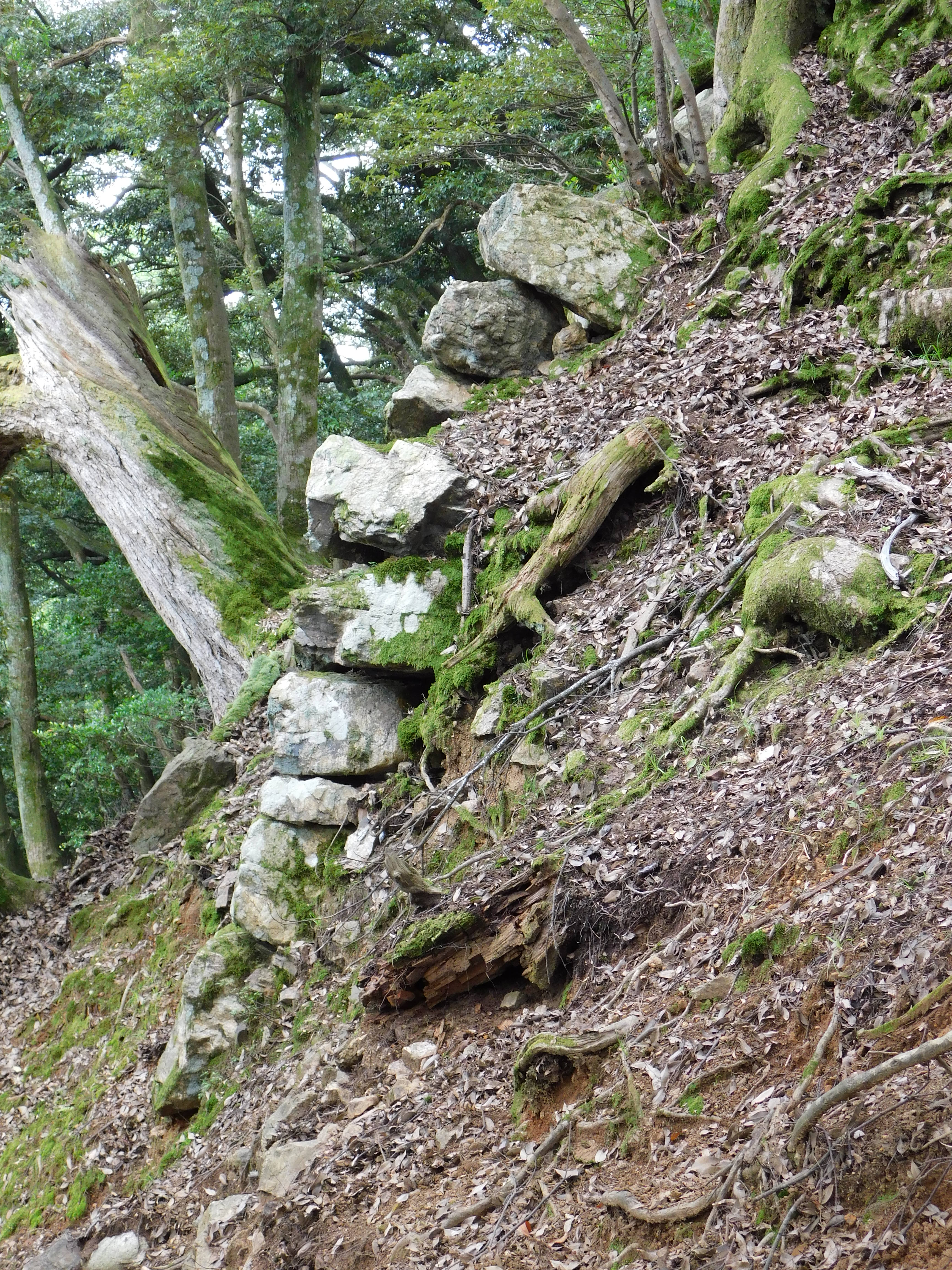
本丸跡の石垣
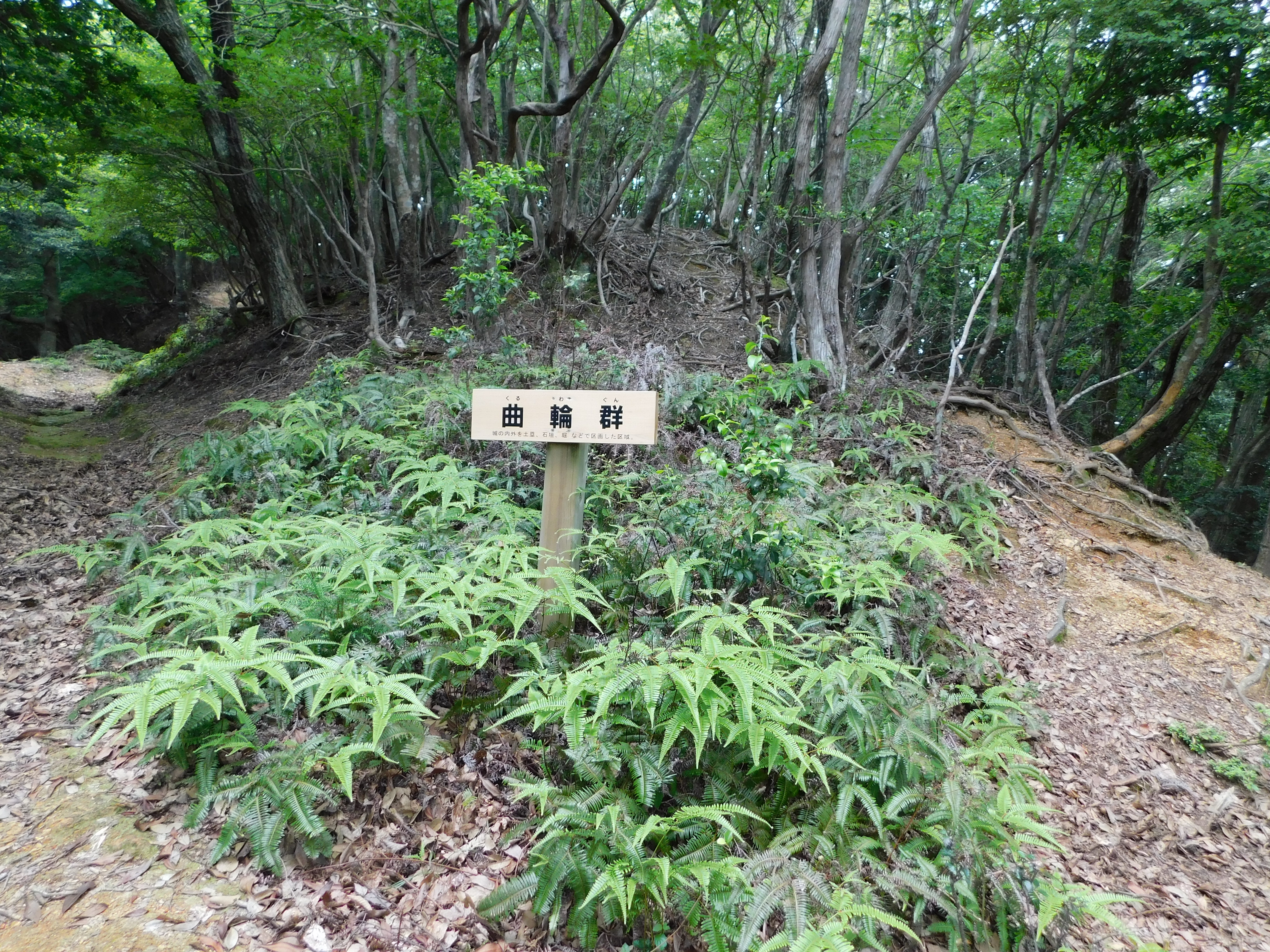
連郭
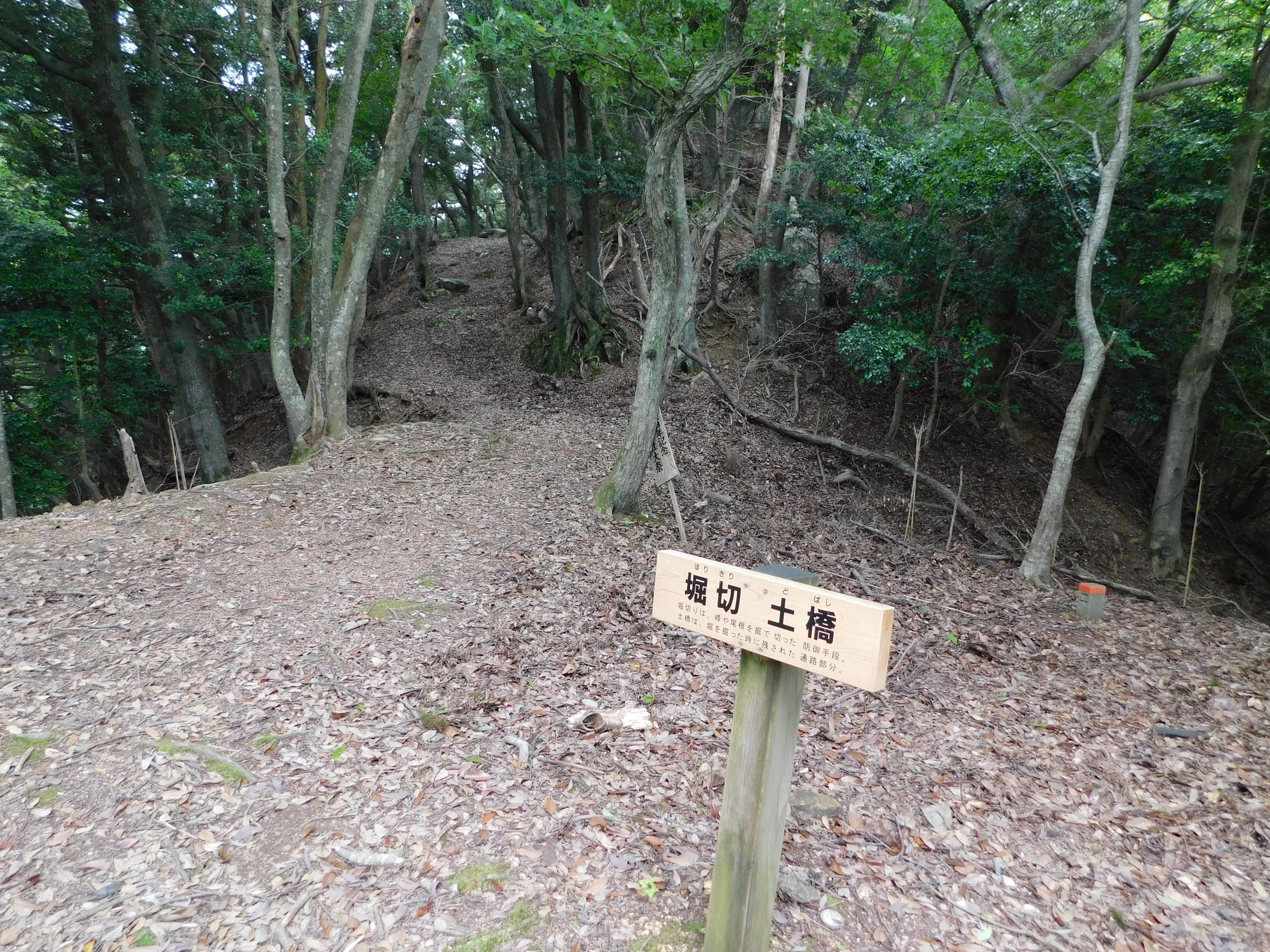
堀切
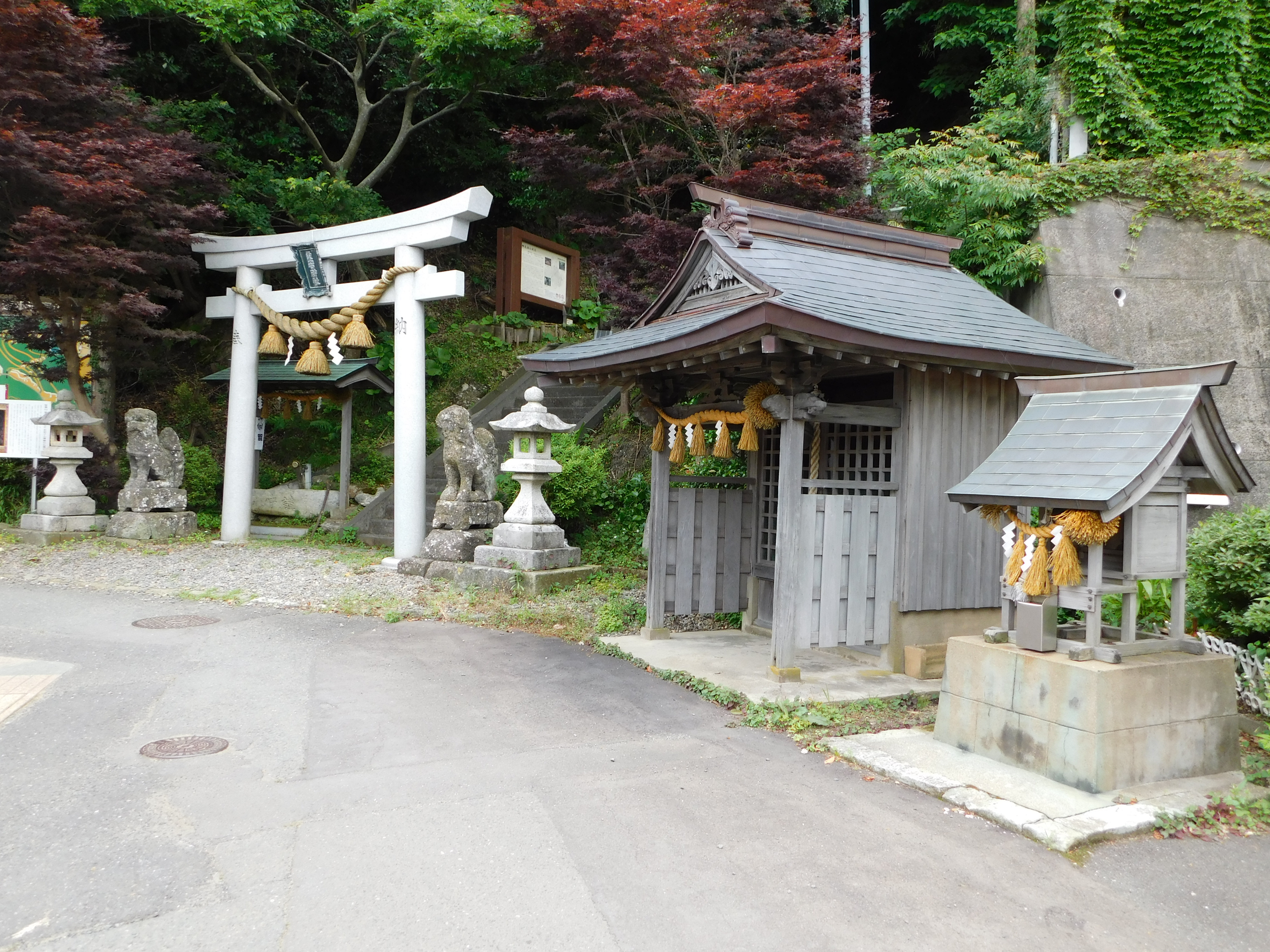
登山口
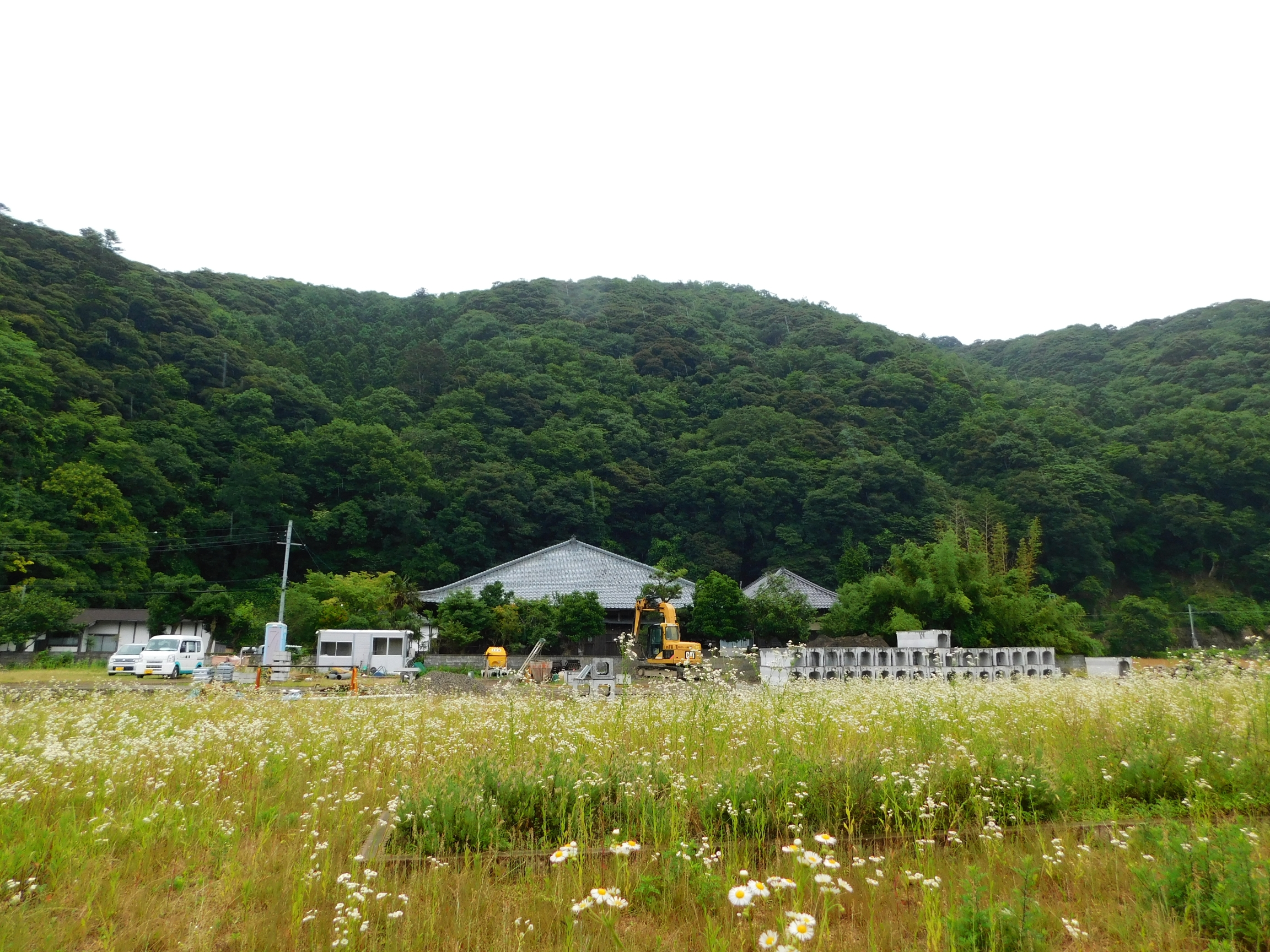
居館があった場所

## 現地情報
- 所在地 - 福井県小浜市伏原[11]
- 愛宕神社にある登り口より本丸跡まで約40分[5]。

### 交通アクセス
電車
- JR西日本・小浜線「小浜駅」より徒歩5分で登山口に到着[4]。

車
- 人魚の浜東駐車場（小浜市小浜日吉）に駐車。徒歩10分[4]。